# 托马斯·亨特·摩尔根
托马斯·亨特·摩尔根（英語：Thomas Hunt Morgan，1866年9月25日—1945年12月4日），美国进化生物学家、遗传学家、胚胎学家，染色体遗传学的奠基人。
摩尔根于1890年在约翰斯·霍普金斯大学研究胚胎学，获得动物学博士学位，并在布林茅尔学院任教期间从事胚胎学研究。1900年孟德尔遗传规律重新被发现后，摩尔根开始研究黑腹果蝇的遗传特性。在哥伦比亚大学谢默霍恩楼（Schermerhorn Hall）著名的“果蝇实验室”中，摩尔根证明基因位于染色体上，而染色体是遗传的物理基础。这些发现奠定了现代遗传学的科学基础。
1933年，摩尔根因阐明染色体在遗传中的作用而获颁诺贝尔生理学或医学奖。在其学术生涯中，摩尔根共撰写22部专著与370篇科学论文。在他的推动下，果蝇成为现代遗传学中的主要模式生物。他在加州理工学院创建的生物学系后来孕育了多位诺贝尔奖得主。

## 生平
1866年出生于肯塔基州列克星敦市。其父母分别名叫Charlton Hunt Morgan和Ellen Key Howard Morgan。
摩尔根曾读过肯塔基州大学（现为肯塔基大学）。他大学阶段主修科学，且尤其爱好自然科学。暑假期间曾去美国地质调查局做临时工作。1886年获得科学学士学位。1891年起在布林马尔学院任动物学教授。1904年转任哥伦比亚大学实验动物学教授，研究遗传的规律和结构，形成了决定个人遗传单位性状的染色体配对因素（“因”或“基因”）的复杂理论的基础。他重点研究了这些基因的性质，它们在染色体中的排列及其彼此之间的关系，它们在正常遗传情况和突变情况中的作用，并有重要发现。1928年离开哥伦比亚大学，任加利福尼亚工艺学院克尔克霍夫生物科学实验室主任和动物学教授。1933年因在果蝇遗传学上的研究成果获生理学和医学诺贝尔奖金。

## 主要成就
他继承和发展了孟德尔以豌豆杂交实验为基础的遗传理论，同时借助物理、化学、辐射等实验手段，为生物学发展为实验科学奠定了基础。
他发现位于同一染色体上的基因之间的链锁遗传特性，将多种突变基因定位在染色体上，制成染色体图谱，即基因的连锁图。
他著有《基因论》《进化论的科学基础》《胚胎学和实验遗传学》等书。